# Мерштеттен (Баден-Вюртемберг)
Мерштеттен (нім. Mehrstetten) — громада в Німеччині, знаходиться в землі Баден-Вюртемберг. Підпорядковується адміністративному округу Тюбінген. Входить до складу району Ройтлінген.
Площа — 17,10 км2. Населення становить 1440 ос. (станом на 31 грудня 2020).